# Bitten Modal
Bitten Modal, född 5 januari 1940, död 29 april 2008 i Flekkefjord, var en norsk journalist, författare och feminist.
Modal var sekreterare hos kommunadvokaten i Stavanger 1960–1963, hemmafru 1963–1969, medarbetare på Adresseavisens kontor i Oslo 1969–1973, redaktör för tidskriften Sirene 1973–1976, informationssekreterare vid Nationaltheatret 1977–1978, frilansjournalist 1978–1980 och informationskonsulent vid Velferdstjenesten for handelsflåten 1980–1987. 
Modal avlade examen artium samt studerade vid sekreterarlinjen och Norsk Journalistskole. Hon var en av grundarna av kvinnogruppen Nyfeministene 1970, ledare för Oslo Kvinnesaksforening 1972–1974, styrelsemedlem i Oslo Kvinnesaksforening 1978–1980 och 1982–1986, styrelsemedlem i Norsk Faglitterær Forfatterforening 1978–1982 och ledare för stipendiekommittén i NFF från 1985. Hon skrev Søstre i skyggen (1976), ABC for abortsøkende (1976), Bak sløret – to norske kvinner i Pakistan (1989) och diverse bidrag i debattböcker.